# ۵۰۴ (پیش از میلاد)
۵۰۴ (پیش از میلاد) ۵۰۴مین سال قبل از تقویم میلادی است.